# Vigliano Biellese
Vigliano Biellese je italská obec v provincii Biella v oblasti Piemont.
K 31. prosinci 2010 zde žilo 8 343 obyvatel.

## Sousední obce
Biella, Candelo, Cerreto Castello, Cossato, Ronco Biellese, Valdengo